# Буяновац (община)
Буяновац (серб. Бујановац) — община в Сербии, входит в Пчиньский округ.
Население общины составляет 45 212 человек (2007 год), плотность населения составляет 98 чел./км². Занимаемая площадь —461 км².
Административный центр общины — город Буяновац. Община Буяновац состоит из 59 населённых пунктов.

## Населённые пункты
Населённые пункты по переписи 2002 года:
| Сербские - Баралевац — 316 жителей - Богдановац — 101 - Божиневац — 376 - Боровац — 166 - Братоселце — 71 - Брняре — 114 - Буштране — 80 - Воганце — 51 - Грамада — 19 - Доне-Ново-Село — 120 - Дрежница — 86 - Жбевац — 804 - Жужелица — 166 - Карадник — 455 - Кленике — 268 - Клиновац — 539 - Кошарно — 105 - Кршевица — 486 - Куштица — 175 - Левосое — 840 - Лопардинце — 825 - Лукарце — 31 - Лилянце — 535 - Претина — 53 - Раковац — 977 - Русце — 37 - Света-Петка — 334 - Себрат — 105 - Сеяце — 246 - Спанчевац — 533 - Српска-Куча — 284 - Старац — 260 - Треяк — 255 - Ябланица — 109 - Ястребац — 19 | Албанские - Биляча — 2036 - Брезница — 1362 - Велики-Трновац — 6762 - Врбан — 123 - Добросин — 747 - Зарбинце — 652 - Кончуль — 1306 - Летовица — 1126 - Лучане — 1091 - Мали-Трновац — 343 - Муховац — 570 - Неговац — 39 - Несалце — 1203 - Ново Село — 437 - Прибовце — 348 - Равно-Бучье — 393 - Самолица — 893 - Сухарно — 309 - Турия — 400 - Узово — 10 - Чар — 296 | Смешанные - Буяновац — 12011 - Осларе — 904 |

## Статистика населения общины
| Год  | Население, чел. |
| ---- | --------------- |
| 1991 | 37463           |
| 2001 | 43087           |
| 2002 | 43551           |
| 2003 | 44045           |
| 2004 | 44506           |
| 2005 | 44865           |
| 2006 | 45107           |
| 2007 | 45212           |